# Miyako-jima

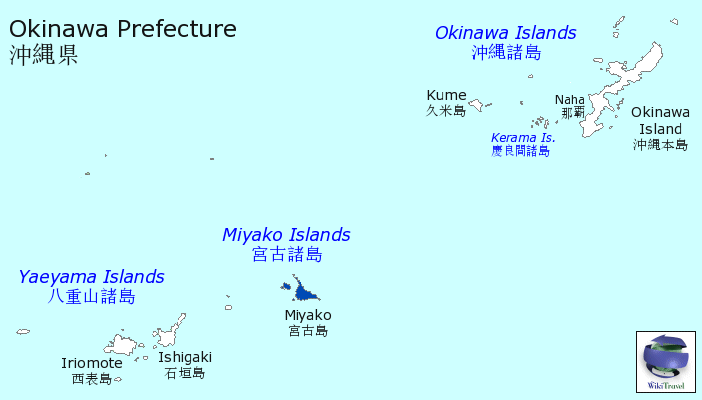
A localização da cidade de Miyakojima em Okinawa

Miyako-jima (宮古島, Miyako: ミャーク (Myaaku); Okinawanês: ナーク (Naaku)) é a maior e mais populosa ilha entre as Ilhas Miyako, da província de Okinawa, Japão. Miyako-jima é administrada como parte da cidade de Miyakojima, que inclui não apenas Miyako-jima mas também outras cinco ilhas povoadas.

## Geografia
Miyako-jima situa-se aproximadamente300 km a sudoeste da Ilha de Okinawa e 400 km a leste de Taipei, Taiwan. Com uma área de 158,7 km², Miyako é a quarta maior ilha da província de Okinawa. A ilha tem uma forma triangular  e é composta pelo calcário ryukyu. Miyako-jima está sujeita à seca e é frequentemente atingida por tufões.
Miyako-jima é conhecida por sua beleza, particularmente pelo Cabo leste (東平安名岬, Higashi-hennazaki), que é considerado por muitos como um dos locais mais bonitos do Japão. Outros locais conhecidos incluem a praia de Maehama, o Centro Cultural Alemão, a praia de Painagama e a vista de Irabu-jima. Há duas ilhas próximas que são conectadas por pontes para Miyako-jima, Ikemajima (池間島, Ikema-jima), e Kurimajima (来間島, Kurima-jima). A língua miyako, uma das línguas ryukyuanas, é falado lá.

## Cultura
Há um festival chamado Paantu (パーントゥ), que ocorre no nono mês do antigo calendário lunar. Três homens vestidos de grama e lama vão andando por todos os lugares. Eles carregam pedaços de paus em uma mãe e uma máscara assustadora na outra. As pessoas que forem sujas pelo Pantu terão um ano de proteção. Os proprietários das casas também convidam Pantu para dar a benção a suas residências.
Miyako tem sua própria versão de soba. O otori é um costume de beber awamori, uma bebida destilada nativa de Okinawa. Ele é feito com as pessoas sentadas (geralmente em volta de uma mesa). Alguém oferece um brinde, bebe um pequeno copo, e então o oferece a cada pessoa da mesa fazendo uma volta, geralmente indo para a direita. Quando a pessoa que brindou volta para seu local, a pessoa que passou o Otori antes lhe serve outro copo. Ele então anuncia "TSUNAGIMASU" e bebe seu segundo copo. Após im breve interval, é a vez da próxima pessoa o Otori, que continua até a celebração terminar.

## Economia
Miyako-jima abriga a cultivação de cana-de-açúcar e produz açúcar mascavo. Miyako jōfu é um tecido feito à mão produzido localmente feito de fibra rami.  Ele era antigamente conhecido como Satsuma jōfu. O tecido é produzido desde o período Tensho, 1573-92.

## Pontos de interesse
- Jardim de Plantas Tropicais da Cidade de Miyakojima
- A Japan Airlines manté uma rota na Ilha de Miyako, somente para voos domésticos.[5]